# Marcel Kittel
Pour les articles homonymes, voir Kittel (homonymie).
Marcel Kittel est un coureur cycliste allemand né le 11 mai 1988 à Arnstadt, professionnel entre 2011 et 2019. Spécialisé dans les arrivées au sprint, il compte 89 victoires à son palmarès, dont quatorze étapes sur le Tour de France, quatre sur le Tour d'Italie et une sur le Tour d'Espagne. Il a également été champion du monde du contre-la-montre par équipes en 2016. 

## Biographie

### Jeunesse et carrière amateur
En 2004, Marcel Kittel est champion d'Allemagne sur route cadets. En 2005, il passe en catégorie junior. Durant cette saison, il est notamment champion du monde junior du contre-la-montre. Il gagne également une étape contre-la-montre du Tour de Basse-Saxe et est deuxième du championnat d'Allemagne du contre-la-montre junior et de l'étape contre-la-montre de la Course de la Paix juniors, battu les deux fois par Patrick Gretsch. Il termine l'année à la 15e place du classement de la coupe du monde juniors. Il y est le meilleur coureur né en 1988. En 2006, il est à nouveau champion du monde junior du contre-la-montre, ainsi que champion d'Allemagne de la discipline. Il s'illustre en coupe du monde juniors, en remportant les étapes contre-la-montre de la coupe du président de la ville de Grudziądz, du Tour de Lorraine juniors, où il s'impose au classement général, et du Tour de Basse-Saxe juniors. Ces résultats lui permettent de finir la saison à la deuxième place du classement de la coupe du monde, derrière Niki Ostergaard.
En 2007, Marcel Kittel passe en catégorie espoirs (moins de 23 ans) et intègre l'équipe continentale allemande Thüringer Energie. Il remporte cette année-là le championnat d'Allemagne du contre-la-montre espoirs et se classe 18e du championnat du monde du contre-la-montre espoirs à Stuttgart en Allemagne. Régulièrement sélectionné en équipe d'Allemagne espoirs en 2009 et 2010, il gagne le championnat d'Europe du contre-la-montre espoirs 2009 et se classe quatrième du championnat du monde du contre-la-montre espoirs cette même année, devancé de 7 secondes par Patrick Gretsch, son coéquipier en équipe d'Allemagne et chez Thüringer Energie. Il gagne également avec Thüringer Energie des étapes du Tour du Haut-Anjou, de la Flèche du Sud et du Tour de Thuringe.
En 2010, il est de nouveau champion d'Allemagne du contre-la-montre espoirs. Il remporte durant cette saison une étape de la Festningsrittet et deux étapes du Tour de Moselle. À la fin de la saison 2010, il est sélectionné pour participer au championnat du monde dans la catégorie espoirs (moins de 23 ans) à Melbourne, en Australie. Il remporte la médaille de bronze de l'épreuve contre-la-montre, derrière l'Américain Taylor Phinney et l'Australien Luke Durbridge.

### Premières saisons chez Skil/Argos/Giant (2011-2015)

#### Première saison (2011)
En 2011, Marcel Kittel est recruté par l'équipe continentale professionnelle néerlandaise Skil-Shimano, et devient coureur professionnel. Il obtient sa première victoire avec cette équipe en janvier, en gagnant au sprint une étape du Tour de Langkawi en Malaisie. Devenu professionnel avec l'ambition de se spécialiser en contre-la-montre, il persévère dans le sprint après cette course qui constituait un test. En mai 2011, il remporte 4 des 5 étapes des Quatre Jours de Dunkerque et porte pendant trois jours le maillot rose de leader de cette course. Il remporte ensuite la ProRace Berlin, le Delta Tour Zeeland, course par étapes néerlandaises dont il gagne une étape au sprint. En août, il obtient ses premiers succès sur le World Tour, en s'imposant à nouveau au sprint lors de quatre étapes du Tour de Pologne. Peu après, il participe à son premier grand tour, le Tour d'Espagne, dont il remporte la septième étape.

#### Première participation au Tour de France (2012)
Après ses 17 succès en 2011, il remporte treize courses en 2012. Après une première victoire durant l'Étoile de Bessèges, il s'impose deux fois lors du Tour d'Oman, devançant pour la première fois les meilleurs sprinteur d'alors, Mark Cavendish et André Greipel. Il gagne ensuite une étape des Trois Jours de La Panne, le Grand Prix de l'Escaut et deux étapes du Ster ZLM Toer. En juillet, il est le leader de l'équipe Argos-Shimano au Tour de France. Il abandonne dès la cinquième étape en raison d'une gastro-entérite. De retour en course en août, il gagne six courses durant les derniers mois de la saison : deux étapes de l'Eneco Tour, le Circuit du Houtland, deux étapes de l'Eurométropole Tour et le Münsterland Giro.

#### 4 étapes du Tour de France (2013)
En 2013, l'équipe Argos-Shimano obtient une licence UCI ProTeam, ce qui lui permet de participer à toutes les courses du calendrier UCI World Tour. Marcel Kittel est, avec John Degenkolb, le leader de l'équipe. Après avoir commencé l'année au Tour Down Under, Kittel obtient sa première victoire au Tour d'Oman. Il gagne ensuite une étape de Paris-Nice. Il s'impose dix fois durant le printemps : il remporte à nouveau le Grand Prix de l'Escaut, devant Mark Cavendish, puis trois étapes du Tour de Turquie, deux étapes et le classement général du Tour de Picardie, et une étape du Ster ZLM Toer. En juillet, il gagne à Bastia la 1re étape du Tour de France et revêt le maillot jaune, qu'il perd le lendemain. Il s'impose à nouveau lors des 10e, 12e et 21e étapes de ce Tour, devant Mark Cavendish, André Greipel et Peter Sagan, également vainqueurs d'étapes durant cette « grande boucle ».

#### 6 étapes de grand tour (2014)
En 2014, il reprend la compétition en Australie avec le Tour Down Under durant lequel il n'arrive à disputer le moindre sprint. Ensuite lors du tout nouveau Dubaï Tour, il signe trois victoires d'étapes dont l'une après un final bosselé. Après avoir gagné pour la troisième fois consécutive le Grand Prix de l'Escaut et terminé cinquième des Trois Jours de La Panne, Marcel Kittel participe au Tour d'Italie, ses débuts sur ce grand tour. Il y remporte les deuxième et troisième étapes mais ne ses présente pas au départ de la quatrième à cause d'une fièvre. Lors du Tour de France, il revêt de nouveau le maillot jaune pour une journée après sa victoire lors de l'étape inaugurale puis s'impose ensuite sur les troisième et quatrième étapes. En fin de Tour, il gagne comme l'an dernier l'étape arrivant sur l'Avenue des Champs-Élysées. Au mois d'octobre, il termine sa saison par une victoire au critérium de Saitama. En fin de saison, il est désigné pour la deuxième année consécutive cycliste allemand de l'année.

#### Année blanche (2015)
Son début de saison 2015 est difficile malgré une victoire sur la People's Choice Classic, un critérium australien. En méforme, il ne dispute que deux courses UCI : le Tour Down Under et le Tour du Qatar. Il termine ces deux courses dans l'anonymat, en ne participant à aucun sprint. Gêné par un virus, il reprend la compétition seulement au mois de mai lors du premier Tour de Yorkshire, mais abandonne dès la première étape. N'ayant pas retrouvé son niveau, il n'est pas sélectionné par ses dirigeants pour disputer le Tour de France. « Ne pas être sélectionné [pour le Tour] est sans aucun doute le moment le plus difficile de ma carrière », déclare Kittel un jour après que sa non-sélection a été rendue publique. Début août, il remporte la première étape du Tour de Pologne (ainsi que le classement par points de la course). Il s'agit de sa première et seule victoire UCI de la saison.
En octobre, il annonce qu'il a signé un contrat de deux ans avec Etixx-Quick Step à partir de 2016, après que le Giant-Alpecin l'ait libéré de son contrat un an avant son terme.

### Passage chez Quick-Step (2016-2017)

#### Changement d'environnement (2016)
En 2016, la saison sous ses nouvelles couleurs commence bien. Il remporte deux étapes et le classement général du Dubaï Tour, deux étapes et le classement par points du Tour d'Algarve, puis une étape des Trois Jours de La Panne. Pour la quatrième fois en cinq ans, il gagne au sprint le Grand Prix de l'Escaut, puis s'adjuge sa première victoire World Tour lors d'une étape du Tour de Romandie. Au Tour d'Italie, en mai, il gagne deux étapes consécutives et porte le maillot rose à Arnhem, qu'il perd le lendemain avec l'arrivée à Praia a Mare. Il se retire de la course avant le contre-la-montre individuel du Chianti, arguant la nécessité d'une période de repos pour viser les championnats du monde en octobre à Doha. Il se classe ensuite troisième du championnat d'Allemagne, puis gagne une nouvelle étape sur le Tour de France à Limoges et obtient deux autres podiums d'étape. En fin de saison, il remporte également le Grand Prix de Fourmies. Lors des championnats du monde à Doha, il remporte la médaille d'or en contre-la-montre par équipes avec ses coéquipiers d'Etixx-Quick Step, mais abandonne sur la course en ligne.

#### 5 nouvelles étapes du Tour de France (2017)

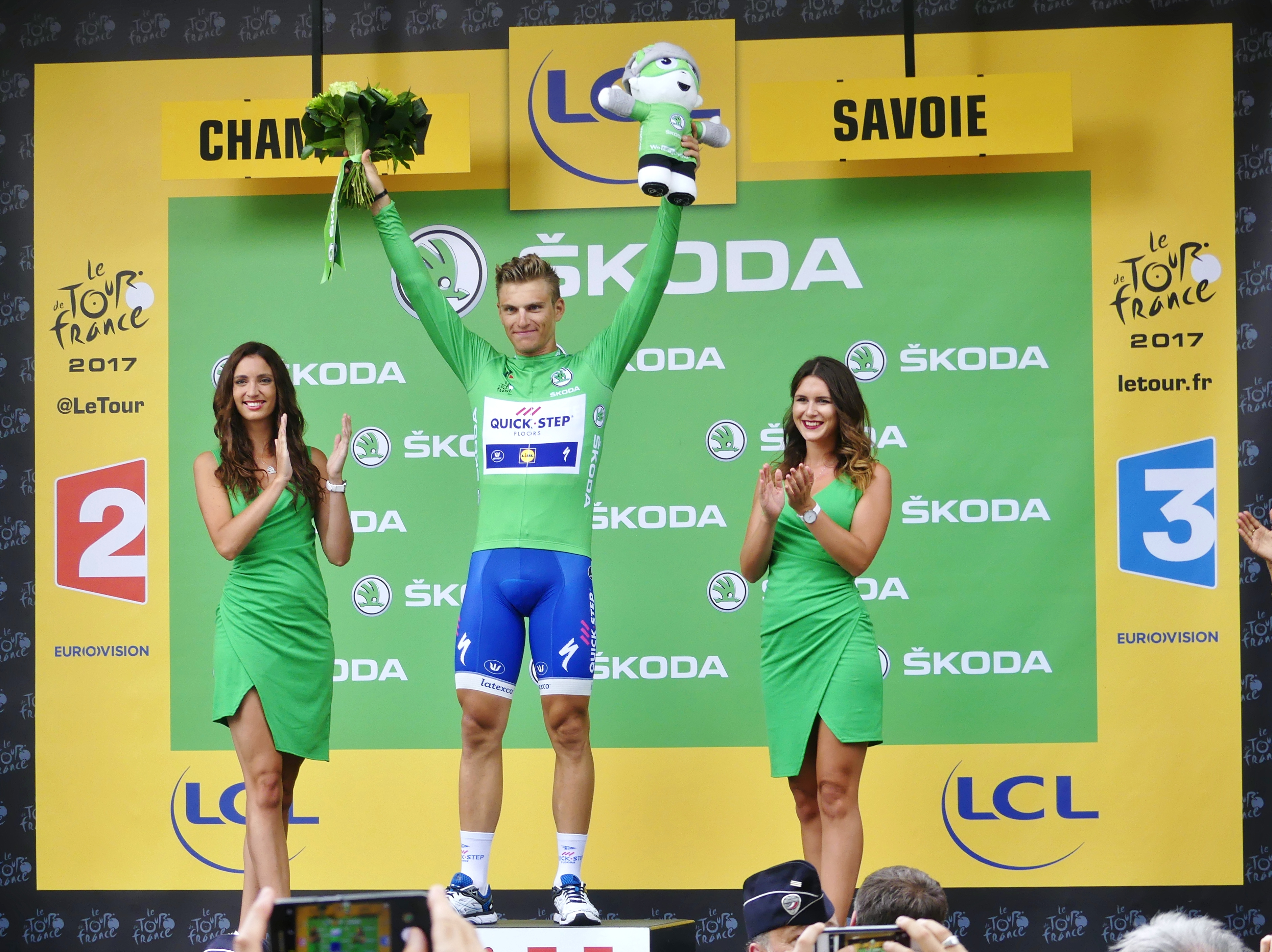
Kittel portant le maillot vert après la neuvième étape du Tour de France 2017 à Chambéry.

Il ouvre son année 2017 avec la victoire de trois étapes et du classement général au Dubaï Tour. Comme l'année précédente, il gagne une étape du Tour d'Abou Dabi et des Trois Jours de La Panne, ainsi que le Grand Prix de l'Escaut. En mai, il s'impose lors la première étape du Tour de Californie. Il participe ensuite au Tour de France avec de grandes ambitions. Il gagne le sprint des deuxième, sixième, septième, dixième et onzième étape. Lors du sprint de la septième étape, il bat à la photo-finish le norvégien Edvald Boasson Hagen, avec un écart de quelques millimètres. Après avoir battu Dylan Groenewegen lors de la onzième étape et remporté cinq victoires sur ce Tour, il est un candidat sérieux pour conquérir le maillot vert. Il est néanmoins contraint à l'abandon lors de la dix-septième étape, tout en portant le maillot vert, en raison des séquelles d'une chute en début d'étape.

### Fin de carrière chez Katusha (2018-2019)
En 2018, il quitte l'équipe Quick-Step Floors pour rejoindre l'équipe Katusha-Alpecin. Après quelques courses d'ajustement, dans lesquelles il affine les rouages de son « train », il ouvre son compteur de victoires sur Tirreno-Adriatico, s'imposant au sprint lors des deuxième et sixième étapes. Il décide dans la foulée de faire ses débuts sur Milan-San Remo (155e à la fin), sa première participation à cette classique « Monument ». Comme beaucoup de sprinteurs, il arrive hors délais lors de la 11e étape du Tour de France. En août, il connait deux abandons d’affilée au BinckBank Tour puis au Tour d'Allemagne.
Il entame sa saison 2019 avec une victoire au Trofeo Palma et une deuxième place à la Clásica de Almería. La suite de sa saison est très difficile. En méforme, il abandonne Paris-Nice, puis dispute sa dernière course le 10 avril. Le 9 mai, il annonce qu'il quitte l'équipe Katusha avant la fin de son contrat et déclare : « Au cours des deux derniers mois, j'ai eu le sentiment d'être épuisé. En ce moment, je ne suis pas capable de m'entraîner et de courir au plus haut niveau. Pour cette raison, j'ai décidé de prendre une pause et de prendre du temps pour moi, de réfléchir à mes objectifs et de préparer un plan pour mon avenir. »
Le 23 août, il annonce mettre fin à sa carrière cycliste à 31 ans.

## Suspicions et point de vue sur le dopage
En 2007 et 2008, Kittel, comme une trentaine d'autres sportifs allemands (parmi lesquels Claudia Pechstein et Nils Schumann), a bénéficié d'un traitement du sang par rayons ultraviolets (UV) administré par le docteur Andreas Franke. Il a alors été poursuivi pour dopage sanguin par l'agence allemande antidopage (NADA). Kittel n'a cependant pas été reconnu coupable de dopage car cette méthode n'a été interdite par l'Agence mondiale antidopage (AMA) qu'en janvier 2012. Le Tribunal arbitral du sport (TAS) a confirmé cette décision.
En avril 2013, sur Twitter, il fait part publiquement du malaise qui entoure la victoire du Turc Mustafa Sayar sur le Tour de Turquie. Ce dernier sera contrôlé positif et suspendu quelques mois plus tard.
En juillet 2013, il compare le dopage à un crime. Fin 2014, il critique la présence dans le cyclisme de managers comme Alexandre Vinokourov ou Bjarne Riis, qui nuisent à la crédibilité de son sport, tous deux ont été convaincus de dopage.

## Palmarès, résultats et distinctions

### Palmarès amateur
- 2004
  -  Champion d'Allemagne sur route cadets
- 2005
  -  Champion du monde du contre-la-montre juniors
  - 2e étape de la Course de la Paix juniors (contre-la-montre par équipes)
  - 2ea étape du Tour de Basse-Saxe juniors (contre-la-montre)
  - 1re étape du Sint-Martinusprijs Kontich (contre-la-montre)
  - 2e du Sint-Martinusprijs Kontich
- 2006
  -  Champion du monde du contre-la-montre juniors
  -  Champion d'Allemagne du contre-la-montre juniors
  -  Champion d'Allemagne du contre-la-montre par équipes juniors[n 3]
  - Prologue de la Coupe du Président de la Ville de Grudziądz
  - Tour de Lorraine juniors :
    - Classement général
    - 3e étape (contre-la-montre)

  - 3ea étape du Trofeo Karlsberg (contre-la-montre)
  - Prologue et 2e étape (contre-la-montre par équipes) du Sint-Martinusprijs Kontich
  - 2ea étape du Tour de Basse-Saxe juniors (contre-la-montre)
  - 2e de la Coupe du monde UCI Juniors
- 2007
  -  Champion d'Allemagne du contre-la-montre espoirs
  - 4e étape du Tour de Brandebourg
- 2008
  - Memorial Davide Fardelli
  - 5e étape du Tour de Brandebourg
  - 2e du Tour de Brandebourg
- 2009
  -  Champion d'Europe du contre-la-montre espoirs
  - 4e étape du Tour du Haut-Anjou
  - 1re et 3e étapes de la Flèche du Sud
  - 6e étape du Tour de Thuringe
  - 4e du championnat du monde du contre-la-montre espoirs
- 2010
  -  Champion d'Allemagne du contre-la-montre espoirs
  - 2e étape de la Festningsrittet
  - 2e (contre-la-montre) et 4e étapes du Tour de Moselle[22]
  - 2e du Tour de Mainfranken
  -  Médaillé de bronze du championnat du monde du contre-la-montre espoirs
  - 3e de la Festningsrittet
  - 3e du Mémorial Davide Fardelli

### Palmarès professionnel
| - 2011 - 3e étape du Tour de Langkawi - 1re, 2e, 3e et 5e étapes des Quatre Jours de Dunkerque - ProRace Berlin - Delta Tour Zeeland : - Classement général - 1re étape - 1re, 2e, 3e et 7e étapes du Tour de Pologne - 7e étape du Tour d'Espagne - Championnat des Flandres - Tour de Münster - 3e et 5e étapes du Herald Sun Tour - 2e du Trofeo Palma de Mallorca - 2e du Tour de Cologne - 2012 - 2e étape de l'Étoile de Bessèges - 3e et 6e étapes du Tour d'Oman - 2e étape des Trois Jours de La Panne - Grand Prix de l'Escaut - 1re et 4e étapes du Ster ZLM Toer - 1re et 4e étapes de l'Eneco Tour - Circuit du Houtland - 2e et 3e étapes de l'Eurométropole Tour - Tour de Münster - 2e de l'Handzame Classic - 3e du Grand Prix de Fourmies - 2013 - 1re étape du Tour d'Oman - 2e étape de Paris-Nice - Grand Prix de l'Escaut - 1re, 7e et 8e étapes du Tour de Turquie - Tour de Picardie : - Classement général - 1re et 3e étapes - ProRace Berlin - 3e étape du Ster ZLM Toer - 1re, 10e, 12e et 21e étapes du Tour de France - Circuit du Houtland - 2014 - People's Choice Classic - 2e, 3e et 4e étapes du Dubaï Tour - Grand Prix de l'Escaut - 2e et 3e étapes du Tour d'Italie - 2e étape du Ster ZLM Toer - 1re, 3e, 4e et 21e étapes du Tour de France - 1re et 8eb étapes du Tour de Grande-Bretagne - 6e de la Vattenfall Cyclassics | - 2015 - People's Choice Classic - 1re étape du Tour de Pologne - 2016 - Champion du monde du contre-la-montre par équipes - Dubaï Tour : - Classement général - 1re et 4e étapes - 1re et 4e étapes du Tour de l'Algarve - 3ea étape des Trois Jours de La Panne - Grand Prix de l'Escaut - 1re étape du Tour de Romandie - 2e et 3e étapes du Tour d'Italie - 4e étape du Tour de France - Grand Prix de Fourmies - 3e du championnat d'Allemagne sur route - 2017 - Dubaï Tour : - Classement général - 1re, 2e et 5e étapes - 2e étape du Tour d'Abou Dabi - 3ea étape des Trois Jours de La Panne - Grand Prix de l'Escaut - 1re étape du Tour de Californie - 4e étape du Ster ZLM Toer - 2e, 6e, 7e, 10e et 11e étapes du Tour de France - 2018 - 2e et 6e étapes de Tirreno-Adriatico - 2019 - Trofeo Palma - 2e de la Clásica de Almería |

### Résultats sur les grands tours

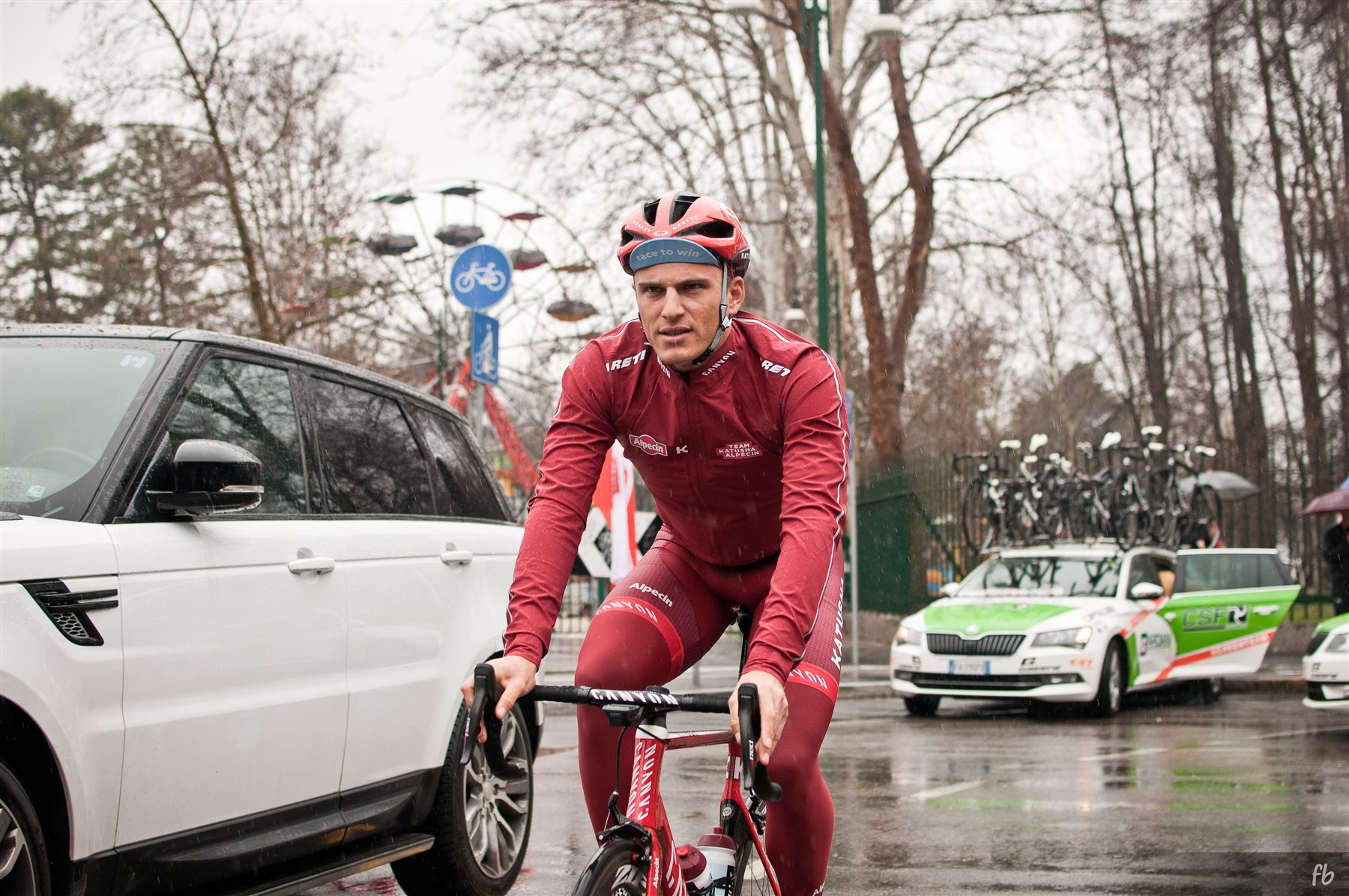
Kittel au départ de Milan-San Remo 2018.

#### Tour de France
6 participations
- 2012 : abandon (5e étape)
- 2013 : 166e, vainqueur des 1re, 10e, 12e et 21e étapes,  maillot jaune pendant 1 jour
- 2014 : 161e, vainqueur des 1re, 3e, 4e et 21e étapes,  maillot jaune pendant 1 jour
- 2016 : 166e, vainqueur de la 4e étape
- 2017 : abandon (17e étape), vainqueur des 2e, 6e, 7e, 10e et 11e étapes
- 2018 : hors délais (11e étape)

#### Tour d'Italie
2 participations
- 2014 : non partant (4e étape), vainqueur des 2e et 3e étapes
- 2016 : non partant (9e étape), vainqueur des 2e et 3e étapes,  maillot rose pendant 1 jour

#### Tour d'Espagne
1 participation
- 2011 : non partant (13e étape), vainqueur de la 7e étape

### Classements mondiaux
| Année            | 2007  | 2008 | 2009 | 2010 | 2011 | 2012 | 2013 | 2014 | 2015 | 2016 | 2017 |
| ---------------- | ----- | ---- | ---- | ---- | ---- | ---- | ---- | ---- | ---- | ---- | ---- |
| UCI World Tour   |       |      |      |      |      |      | 57e  | 37e  | 144e | 65e  | 59e  |
| UCI Asia Tour    |       |      |      |      | 95e  | 60e  |      |      |      |      | 9e   |
| UCI Europe Tour  | 1187e | 418e | 142e | 188e | 4e   | 2e   |      |      |      | 30e  | 78e  |
| UCI Oceania Tour |       |      |      | 49e  |      | 13e  |      |      |      |      |      |

### Distinctions
- Cycliste allemand de l'année : 2013, 2014 et 2017